# Grand Prix Japonska 2023
Grand Prix Japonska 2023 (oficiálně Formula 1 Lenovo Japanese Grand Prix 2023) se jela na okruhu Suzuka Circuit v Japonsku dne 24. září 2023. Závod byl šestnáctým v pořadí v sezóně 2023 šampionátu Formule 1. Díky vítězství Maxe Verstappena si Red Bull zajistil první místo v poháru konstruktérů.

## Kvalifikace
Kvalifikace se uskutečnila 23. září 2023 v 15:00 místního času (UTC+9).
| Poř.                        | Č. | Jezdec           | Konstruktér                  | Časy v kvalifikaci | Časy v kvalifikaci | Časy v kvalifikaci | Pořadí na startu |
| Poř.                        | Č. | Jezdec           | Konstruktér                  | Q1                 | Q2                 | Q3                 | Pořadí na startu |
| --------------------------- | -- | ---------------- | ---------------------------- | ------------------ | ------------------ | ------------------ | ---------------- |
| 1                           | 1  | Max Verstappen   | Red Bull Racing-Honda RBPT   | 1:29.878           | 1:29.964           | 1:28.877           | 1                |
| 2                           | 81 | Oscar Piastri    | McLaren-Mercedes             | 1:30.439           | 1:30.122           | 1:29.458           | 2                |
| 3                           | 4  | Lando Norris     | McLaren-Mercedes             | 1:30.063           | 1:30.296           | 1:29.493           | 3                |
| 4                           | 16 | Charles Leclerc  | Ferrari                      | 1:30.393           | 1:29.940           | 1:29.542           | 4                |
| 5                           | 11 | Sergio Pérez     | Red Bull Racing-Honda RBPT   | 1:30.652           | 1:29.965           | 1:29.650           | 5                |
| 6                           | 55 | Carlos Sainz Jr. | Ferrari                      | 1:30.651           | 1:30.067           | 1:29.850           | 6                |
| 7                           | 44 | Lewis Hamilton   | Mercedes                     | 1:30.811           | 1:30.040           | 1:29.908           | 7                |
| 8                           | 63 | George Russell   | Mercedes                     | 1:30.811           | 1:30.268           | 1:30.219           | 8                |
| 9                           | 22 | Júki Cunoda      | AlphaTauri-Honda RBPT        | 1:30.733           | 1:30.204           | 1:30.303           | 9                |
| 10                          | 14 | Fernando Alonso  | Aston Martin Aramco-Mercedes | 1:30.971           | 1:30.465           | 1:30.560           | 10               |
| 11                          | 40 | Liam Lawson      | AlphaTauri-Honda RBPT        | 1:30.425           | 1:30.508           |                    | 11               |
| 12                          | 10 | Pierre Gasly     | Alpine-Renault               | 1:30.843           | 1:30.509           |                    | 12               |
| 13                          | 23 | Alexander Albon  | Williams-Mercedes            | 1:30.941           | 1:30.537           |                    | 13               |
| 14                          | 31 | Esteban Ocon     | Alpine-Renault               | 1:30.960           | 1:30.586           |                    | 14               |
| 15                          | 20 | Kevin Magnussen  | Haas-Ferrari                 | 1:30.976           | 1:30.665           |                    | 15               |
| 16                          | 77 | Valtteri Bottas  | Alfa Romeo-Ferrari           | 1:31.049           |                    |                    | 16               |
| 17                          | 18 | Lance Stroll     | Aston Martin Aramco-Mercedes | 1:31.181           |                    |                    | 17               |
| 18                          | 27 | Nico Hülkenberg  | Haas-Ferrari                 | 1:31.299           |                    |                    | 18               |
| 19                          | 24 | Čou Kuan-jü      | Alfa Romeo-Ferrari           | 1:31.398           |                    |                    | 19               |
| 107 % času vítěze: 1:36.169 |    |                  |                              |                    |                    |                    |                  |
| —                           | 2  | Logan Sargeant   | Williams-Mercedes            | Bez času           |                    |                    | PL               |
| Zdroj:                      |    |                  |                              |                    |                    |                    |                  |

Poznámky
1. ↑  Logan Sargeant v kvalifikaci nezajel čas, do závodu mohl odstartovat díky udělené výjimce. Nakonec odstartoval z pit lane, jelikož dostal nové komponenty během parc fermé. Navíc obdržel penalizaci 10 sekund, jelikož dostal nové šasí.

## Závod
| Poř.                                                                                 | No. | Jezdec           | Konstruktér                  | Počet kol | Čas/Odstoupení  | Start | Body |
| ------------------------------------------------------------------------------------ | --- | ---------------- | ---------------------------- | --------- | --------------- | ----- | ---- |
| 1                                                                                    | 1   | Max Verstappen   | Red Bull Racing-Honda RBPT   | 53        | 1:30:58.421     | 1     | 26   |
| 2                                                                                    | 4   | Lando Norris     | McLaren-Mercedes             | 53        | +19.387         | 3     | 18   |
| 3                                                                                    | 81  | Oscar Piastri    | McLaren-Mercedes             | 53        | +36.494         | 2     | 15   |
| 4                                                                                    | 16  | Charles Leclerc  | Ferrari                      | 53        | +43.988         | 4     | 12   |
| 5                                                                                    | 44  | Lewis Hamilton   | Mercedes                     | 53        | +49.376         | 7     | 10   |
| 6                                                                                    | 55  | Carlos Sainz Jr. | Ferrari                      | 53        | +50.221         | 6     | 8    |
| 7                                                                                    | 63  | George Russell   | Mercedes                     | 53        | +57.659         | 8     | 6    |
| 8                                                                                    | 14  | Fernando Alonso  | Aston Martin Aramco-Mercedes | 53        | +1:14.725       | 10    | 4    |
| 9                                                                                    | 31  | Esteban Ocon     | Alpine-Renault               | 53        | +1:19.678       | 14    | 2    |
| 10                                                                                   | 10  | Pierre Gasly     | Alpine-Renault               | 53        | +1:23.155       | 12    | 1    |
| 11                                                                                   | 40  | Liam Lawson      | AlphaTauri-Honda RBPT        | 52        | +1 kolo         | 11    |      |
| 12                                                                                   | 22  | Júki Cunoda      | AlphaTauri-Honda RBPT        | 52        | +1 kolo         | 9     |      |
| 13                                                                                   | 24  | Čou Kuan-jü      | Alfa Romeo-Ferrari           | 52        | +1 kolo         | 19    |      |
| 14                                                                                   | 27  | Nico Hülkenberg  | Haas-Ferrari                 | 52        | +1 kolo         | 18    |      |
| 15                                                                                   | 20  | Kevin Magnussen  | Haas-Ferrari                 | 52        | +1 kolo         | 15    |      |
| Ret                                                                                  | 23  | Alexander Albon  | Williams-Mercedes            | 26        | Následky nehody | 13    |      |
| Ret                                                                                  | 2   | Logan Sargeant   | Williams-Mercedes            | 22        | Následky nehody | PL    |      |
| Ret                                                                                  | 18  | Lance Stroll     | Aston Martin Aramco-Mercedes | 20        | Zadní křídlo    | 17    |      |
| Ret                                                                                  | 11  | Sergio Pérez     | Red Bull Racing-Honda RBPT   | 15        | Následky nehody | 5     |      |
| Ret                                                                                  | 77  | Valtteri Bottas  | Alfa Romeo-Ferrari           | 7         | Následky nehody | 16    |      |
| Nejrychlejší kolo: Max Verstappen (Red Bull Racing-Honda RBPT) – 1:34.183 (39. kolo) |     |                  |                              |           |                 |       |      |
| Zdroj:                                                                               |     |                  |                              |           |                 |       |      |

Poznámky
1. ↑  Včetně bodu za nejrychlejší kolo.

## Průběžné pořadí po závodě
|        | Pořadí | Jezdec           | Body |
| ------ | ------ | ---------------- | ---- |
|        | 1      | Max Verstappen   | 400  |
|        | 2      | Sergio Pérez     | 223  |
|        | 3      | Lewis Hamilton   | 190  |
|        | 4      | Fernando Alonso  | 174  |
|        | 5      | Carlos Sainz Jr. | 150  |
| Zdroj: |        |                  |      |

|        | Pořadí | Konstruktér                  | Body |
| ------ | ------ | ---------------------------- | ---- |
|        | 1      | Red Bull Racing-Honda RBPT*  | 623  |
|        | 2      | Mercedes                     | 305  |
|        | 3      | Ferrari                      | 285  |
|        | 4      | Aston Martin Aramco-Mercedes | 221  |
|        | 5      | McLaren-Mercedes             | 172  |
| Zdroj: |        |                              |      |